# Fosse (Pyrénées-Orientales)
Pour les articles homonymes, voir Fosse.
Fosse  est une commune française située dans le nord du département des Pyrénées-Orientales, en région Occitanie. Sur le plan historique et culturel, la commune est dans le Fenouillèdes, une dépression allongée entre les Corbières et les massifs pyrénéens recouvrant la presque totalité du bassin de l'Agly.
Exposée à un climat océanique altéré, elle est drainée par la Matassa, la rivière de Boucheville. La commune possède un patrimoine naturel remarquable : un site Natura 2000 (les « Basses Corbières ») et deux zones naturelles d'intérêt écologique, faunistique et floristique.
Fosse est une commune rurale qui compte 46 habitants en 2022, après avoir connu un pic de population de 139 habitants en 1846. Ses habitants sont appelés les Fossans ou  Fossanes.

## Géographie

### Localisation
La commune de Fosse se trouve dans le département des Pyrénées-Orientales, en région Occitanie.
Elle se situe à 39 km à vol d'oiseau de Perpignan, préfecture du département, à 19 km de Prades, sous-préfecture, et à 36 km de Rivesaltes, bureau centralisateur du canton de la Vallée de l'Agly dont dépend la commune depuis 2015 pour les élections départementales.
La commune fait en outre partie du bassin de vie d'Ille-sur-Têt.
Les communes les plus proches sont : 
Vira (2,5 km), Le Vivier (2,6 km), Saint-Martin-de-Fenouillet (3,1 km), Prugnanes (4,0 km), Fenouillet (4,2 km), Caudiès-de-Fenouillèdes (5,2 km), Feilluns (5,2 km), Prats-de-Sournia (5,5 km).
Sur le plan historique et culturel, Fosse fait partie du Fenouillèdes, une dépression allongée entre les Corbières et les massifs pyrénéens recouvrant la presque totalité du bassin de l'Agly. Ce territoire est culturellement une zone de langue occitane.

### Communes limitrophes

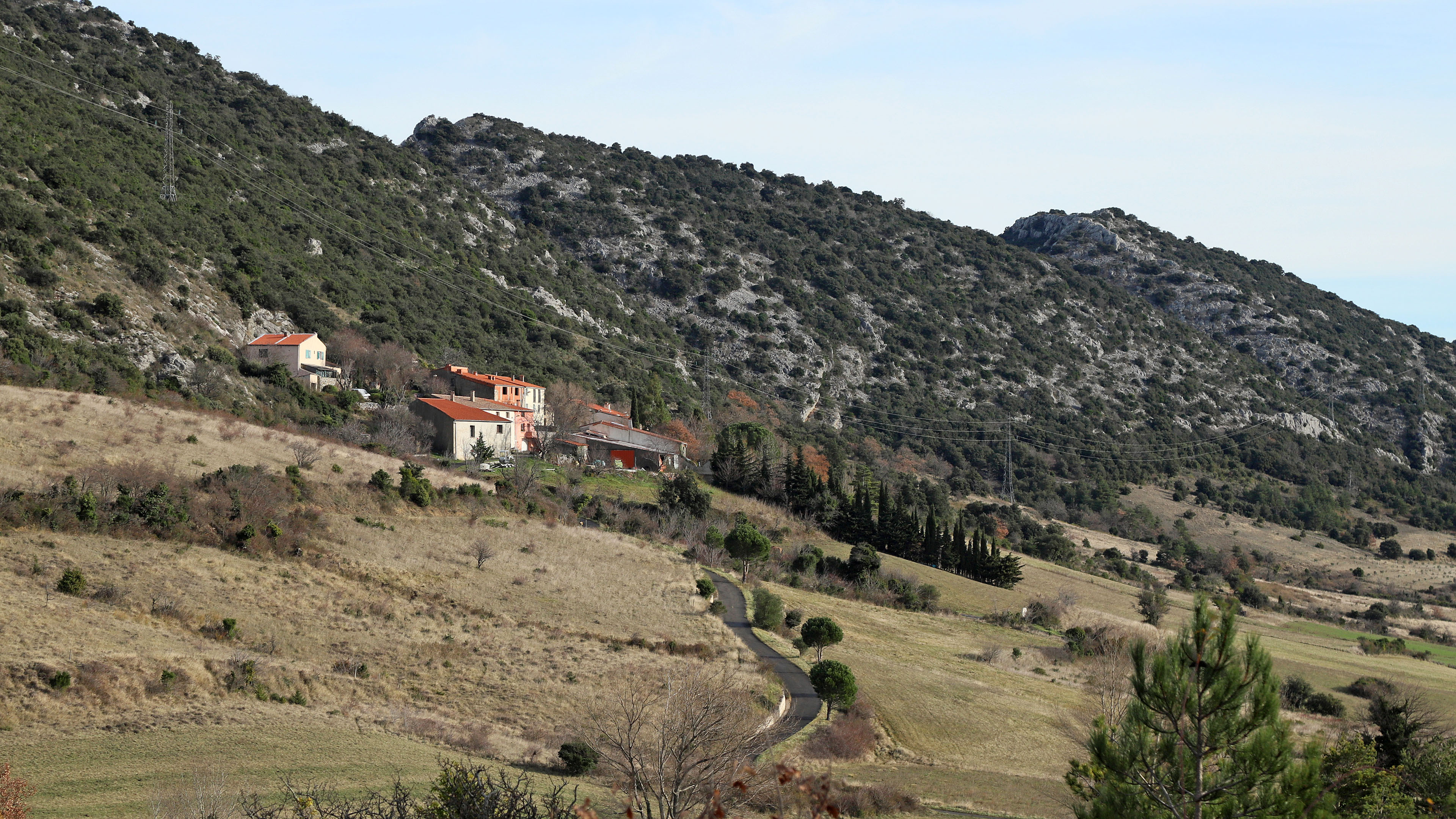
Le village vu de l'Ouest

Les communes limitrophes sont Saint-Paul-de-Fenouillet, Saint-Martin-de-Fenouillet, Vira, Fenouillet, Caudiès-de-Fenouillèdes et Le Vivier.
| Caudiès-de-Fenouillèdes |       | Saint-Paul-de-Fenouillet   |
| Fenouillet              | Fosse | Saint-Martin-de-Fenouillet |
| Vira                    |       | Le Vivier                  |

### Géologie et relief
La superficie de la commune de Fosse est de 443 hectares. Son altitude varie de 453 à 689 mètres.
La commune est classée en zone de sismicité 3, correspondant à une sismicité modérée.

### Climat
Pour des articles plus généraux, voir Climat de l'Occitanie et Climat des Pyrénées-Orientales.
En 2010, le climat de la commune est de type climat méditerranéen altéré, selon une étude du CNRS s'appuyant sur une série de données couvrant la période 1971-2000. En 2020, Météo-France publie une typologie des climats de la France métropolitaine dans laquelle la commune est exposée à un climat de montagne ou de marges de montagne et est dans la région climatique Pyrénées orientales, caractérisée par une faible pluviométrie, un très bon ensoleillement (2 600 h/an), un air sec, particulièrement en hiver et peu de brouillards.
Pour la période 1971-2000, la température annuelle moyenne est de 12,4 °C, avec une amplitude thermique annuelle de 14,9 °C. Le cumul annuel moyen de précipitations est de 887 mm, avec 8,3 jours de précipitations en janvier et 4,9 jours en juillet. Pour la période 1991-2020, la température moyenne annuelle observée sur la station météorologique la plus proche, située sur la commune de Saint-Paul-de-Fenouillet à 7 km à vol d'oiseau, est de 14,7 °C et le cumul annuel moyen de précipitations est de 765,9 mm,. Pour l'avenir, les paramètres climatiques de la commune estimés pour 2050 selon différents scénarios d’émission de gaz à effet de serre sont consultables sur un site dédié publié par Météo-France en novembre 2022.

### Milieux naturels et biodiversité

#### Réseau Natura 2000

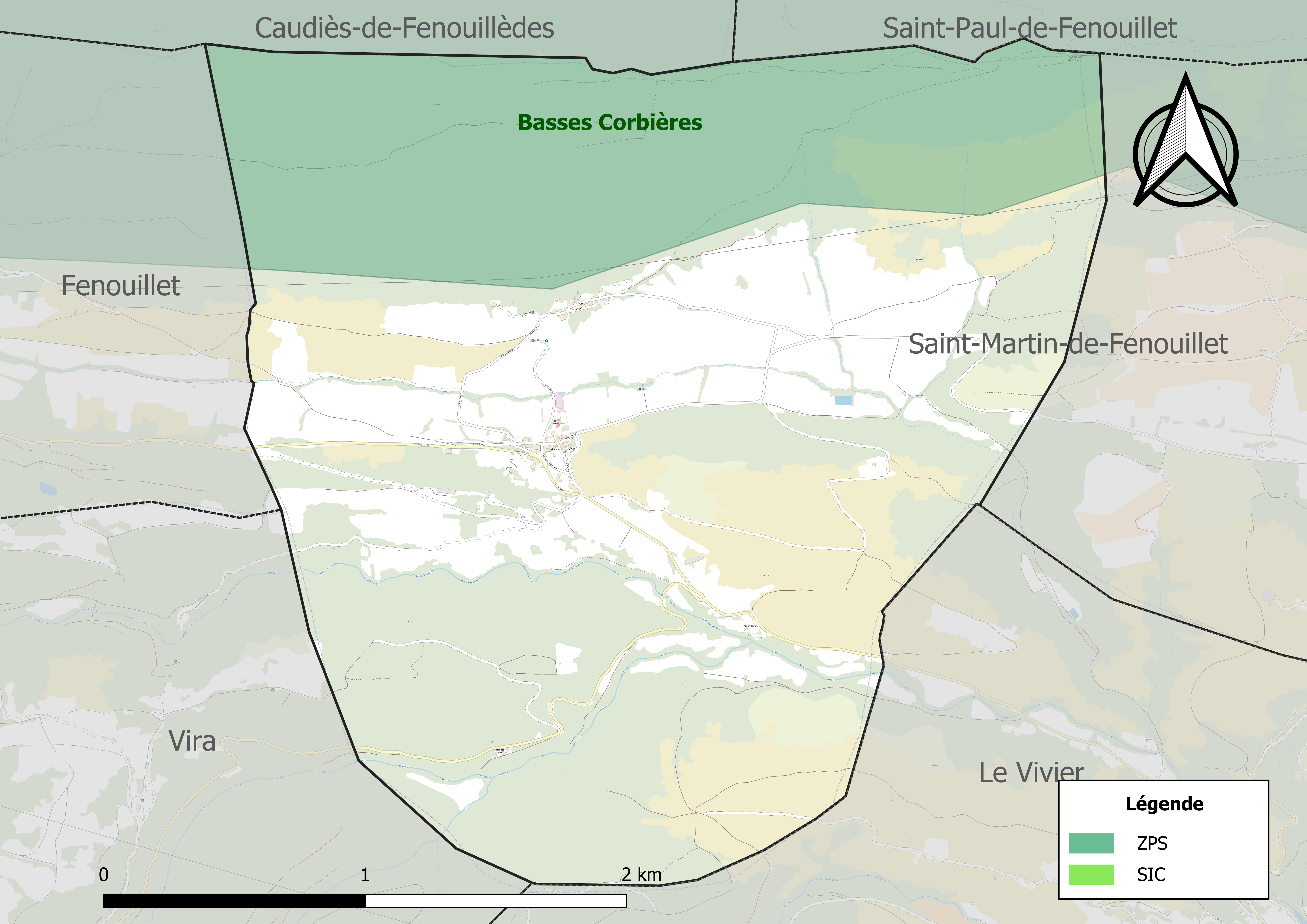
Sites Natura 2000 sur le territoire communal.

Le réseau Natura 2000 est un réseau écologique européen de sites naturels d'intérêt écologique élaboré à partir des directives habitats et oiseaux, constitué de zones spéciales de conservation (ZSC) et de zones de protection spéciale (ZPS).
Un site Natura 2000 a été défini sur la commune au titre  de la directive oiseaux : 0, d'une superficie de 29 495 ha, sont un site important pour la conservation des rapaces : l'Aigle de Bonelli, l'Aigle royal, le Grand-duc d’Europe, le Circaète Jean-le-Blanc, le Faucon pèlerin, le Busard cendré, l'Aigle botté.

#### Zones naturelles d'intérêt écologique, faunistique et floristique

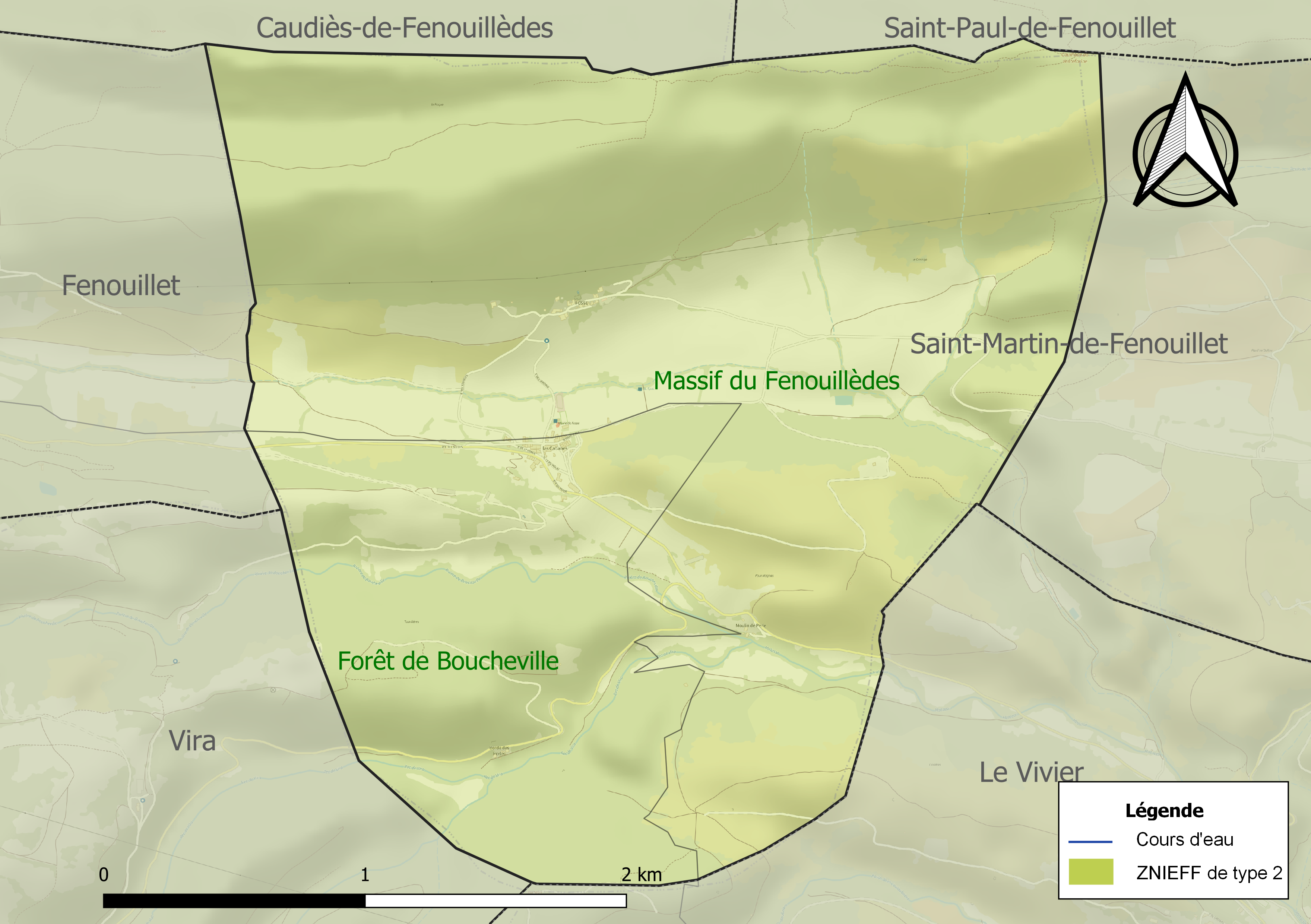
Carte des ZNIEFF de type 2 localisées sur la commune.

L’inventaire des zones naturelles d'intérêt écologique, faunistique et floristique (ZNIEFF) a pour objectif de réaliser une couverture des zones les plus intéressantes sur le plan écologique, essentiellement dans la perspective d’améliorer la connaissance du patrimoine naturel national et de fournir aux différents décideurs un outil d’aide à la prise en compte de l’environnement dans l’aménagement du territoire.
Deux ZNIEFF de type 2 sont recensées sur la commune :
- la « forêt de Boucheville » (4 928 ha), couvrant 8 communes dont deux dans l'Aude et six dans les Pyrénées-Orientales[20] ;
- le « massif du Fenouillèdes » (34 157 ha), couvrant 40 communes dont une dans l'Aude et 39 dans les Pyrénées-Orientales[21].

## Urbanisme

### Typologie
Au 1er janvier 2024, Fosse est catégorisée commune rurale à habitat très dispersé, selon la nouvelle grille communale de densité à sept niveaux définie par l'Insee en 2022.
Elle est située hors unité urbaine et hors attraction des villes,.

### Occupation des sols

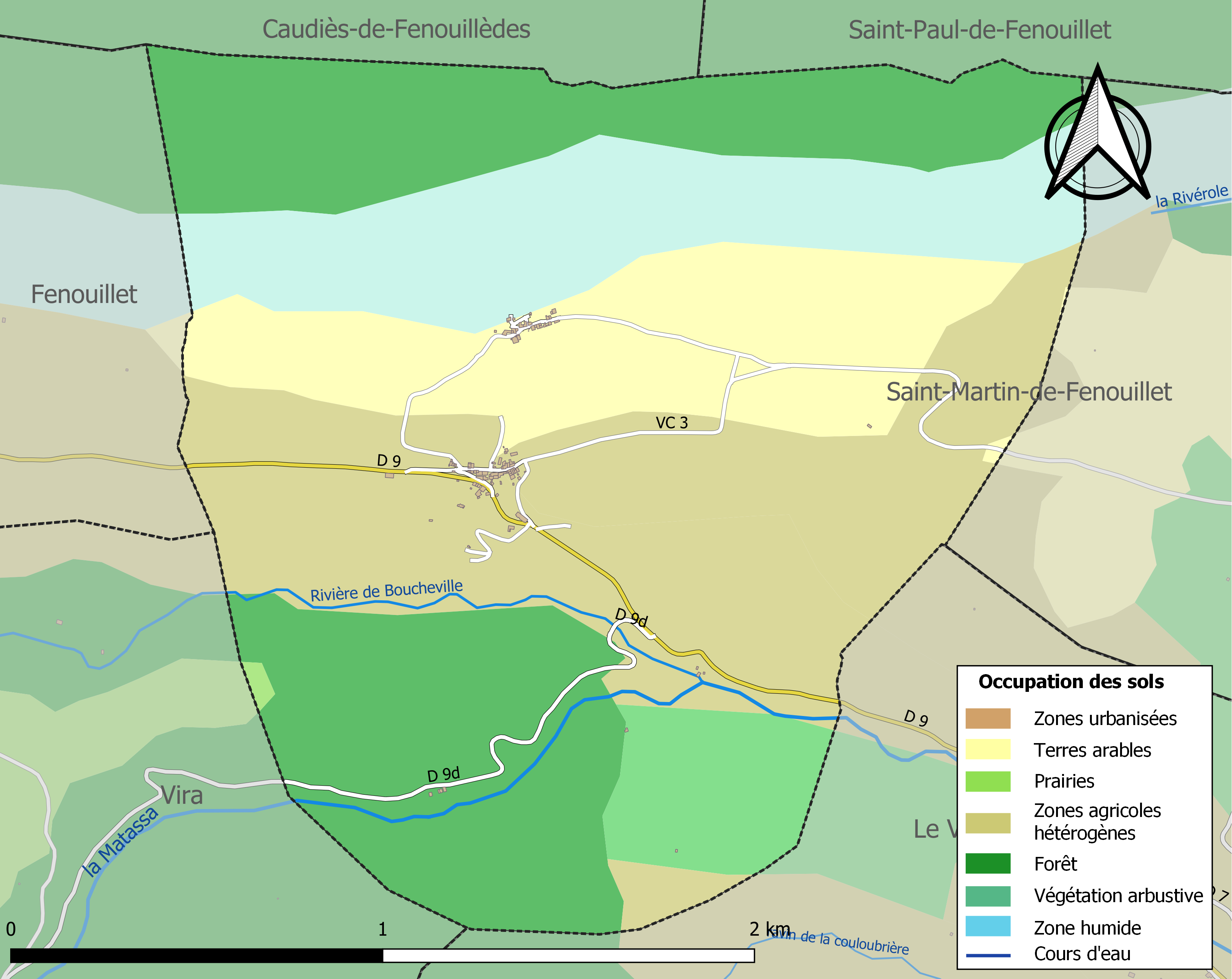
Carte des infrastructures et de l'occupation des sols de la commune en 2018 (CLC).

L'occupation des sols de la commune, telle qu'elle ressort de la base de données européenne d’occupation biophysique des sols Corine Land Cover (CLC), est marquée par l'importance des forêts et milieux semi-naturels (52 % en 2018), en augmentation par rapport à 1990 (48,1 %). La répartition détaillée en 2018 est la suivante : 
zones agricoles hétérogènes (31,3 %), forêts (31 %), cultures permanentes (16,5 %), espaces ouverts, sans ou avec peu de végétation (16,2 %), milieux à végétation arbustive et/ou herbacée (4,9 %), prairies (0,1 %). L'évolution de l’occupation des sols de la commune et de ses infrastructures peut être observée sur les différentes représentations cartographiques du territoire : la carte de Cassini (XVIIIe siècle), la carte d'état-major (1820-1866) et les cartes ou photos aériennes de l'IGN pour la période actuelle (1950 à aujourd'hui).

### Risques majeurs
Le territoire de la commune de Fosse est vulnérable à différents aléas naturels : inondations, climatiques (grand froid ou canicule), feux de forêts, mouvements de terrains et séisme (sismicité modérée). Il est également exposé à deux risques particuliers, les risques radon et minier,.

#### Risques naturels
Certaines parties du territoire communal sont susceptibles d’être affectées par le risque d’inondation par crue torrentielle de cours d'eau du bassin de l'Agly.
Les mouvements de terrains susceptibles de se produire sur la commune sont soit des mouvements liés au retrait-gonflement des argiles, soit des glissements de terrains, soit des chutes de blocs, soit des effondrements liés à des cavités souterraines. Une cartographie nationale de l'aléa retrait-gonflement des argiles permet de connaître les sols argileux ou marneux susceptibles vis-à-vis de ce phénomène. L'inventaire national des cavités souterraines permet par ailleurs de localiser celles situées sur la commune.

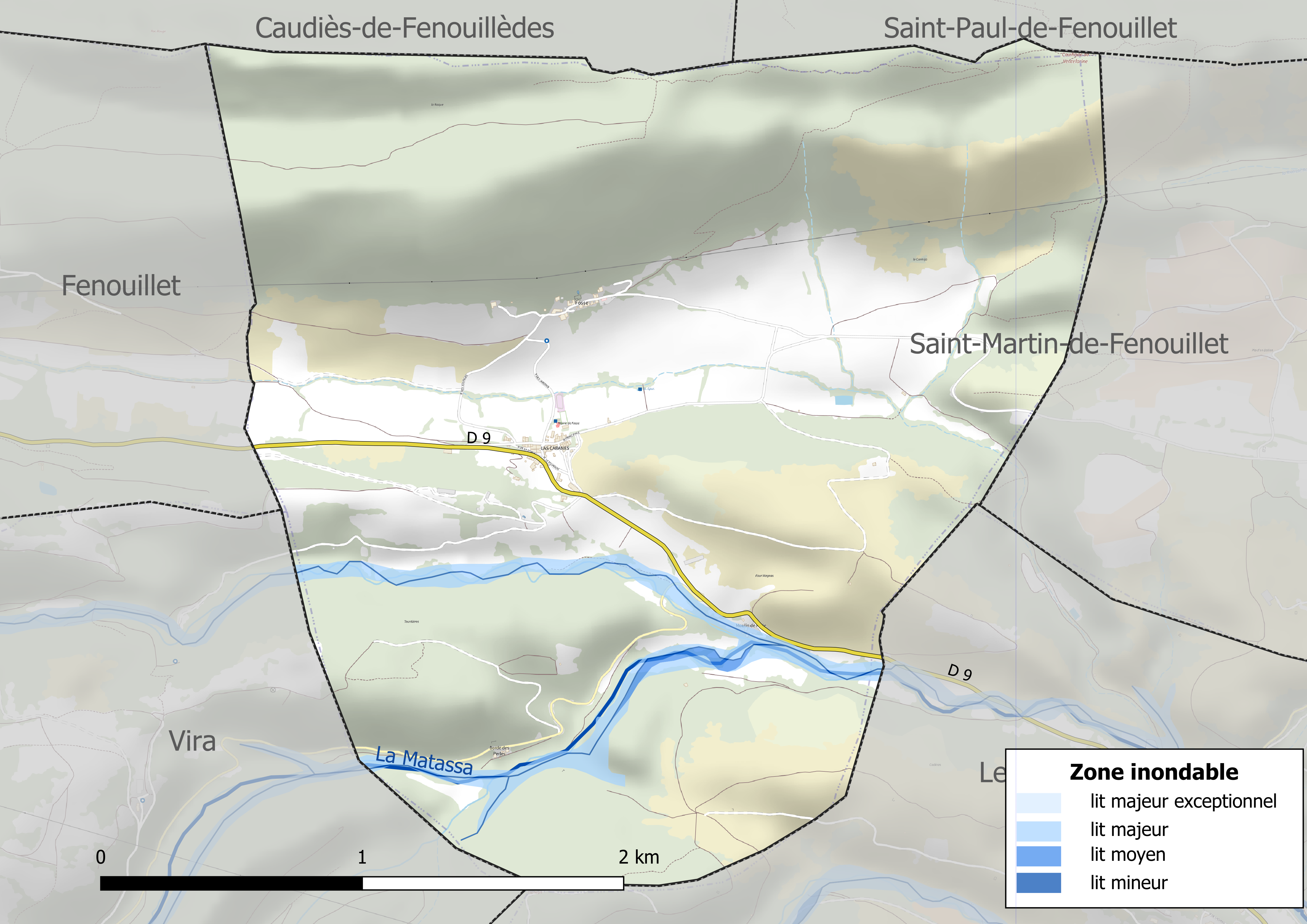
Carte des zones inondables.
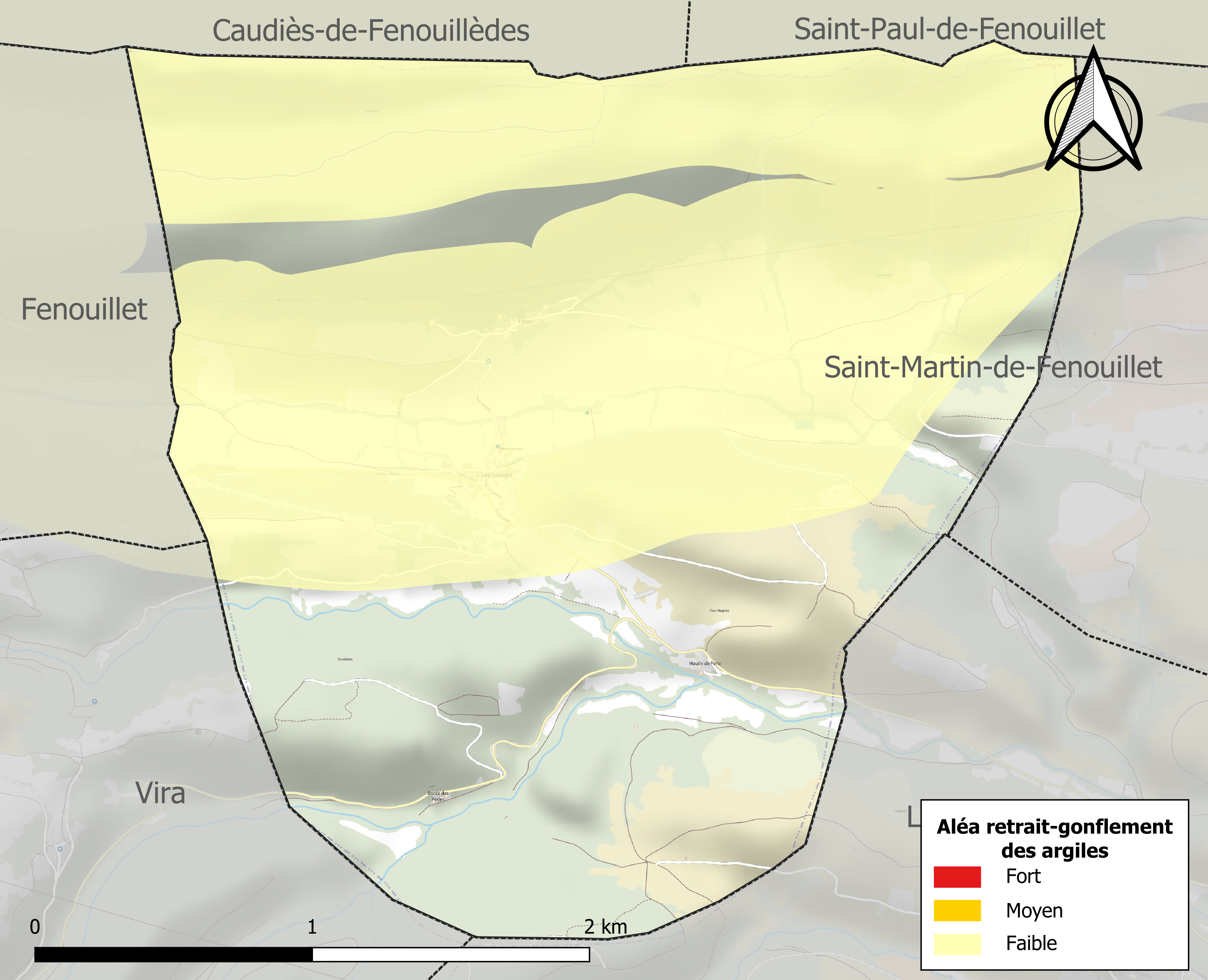
Carte des zones d'aléa retrait-gonflement des argiles.

#### Risque particulier
La commune est concernée par le risque minier, principalement lié à l’évolution des cavités souterraines laissées à l’abandon et sans entretien après l’exploitation des mines.
Dans plusieurs parties du territoire national, le radon, accumulé dans certains logements ou autres locaux, peut constituer une source significative d’exposition de la population aux rayonnements ionisants. Toutes les communes du département sont concernées par le risque radon à un niveau plus ou moins élevé. Selon la classification de 2018, la commune de Fosse est classée en zone 3, à savoir zone à potentiel radon significatif.

## Toponymie
En 1789, le nom est orthographié Fausse.
En occitan, le nom de la commune est Fòssa.

## Histoire
Le territoire de Fosse fait partie de la vicomté de Fenouillèdes de 874 jusqu'en 1261. En 1365 le village compte 14 foyers qui payent l'impôt, un seul en 1395.

## Politique et administration

### Liste des maires

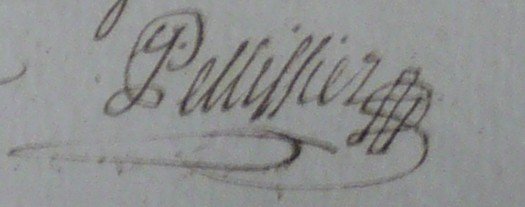
Signature du maire Germain Pellissier en 1815.

| Période      | Période   | Identité               | Étiquette | Qualité       |
| ------------ | --------- | ---------------------- | --------- | ------------- |
| vers 1803    |           | Jean-Pierre Pellissier |           |               |
|              |           |                        |           |               |
| avant 1815   | ?         | Germain Pellissier     |           | Réélu en 1815 |
|              |           |                        |           |               |
| vers 1937    | ?         | A. Pélissier           |           |               |
|              |           |                        |           |               |
| 1976         | 1983      | Sébastien Pous         |           |               |
|              |           |                        |           |               |
| mars 2001    | mars 2008 | Hervé Pagane           |           |               |
| mars 2008    | 2020      | Michel Garrigue,       |           |               |
| juillet 2020 | En cours  | Christophe Malaprade   |           |               |

## Population et société

### Démographie ancienne
La population  est exprimée en nombre de feux (f) ou d'habitants (H).
| 1693 | 1709 | 1720 | 1774 | 1789 | 1790  |
| ---- | ---- | ---- | ---- | ---- | ----- |
| 21 f | 26 f | 26 f | 11 f | 15 f | 122 H |

### Démographie contemporaine
L'évolution du nombre d'habitants est connue à travers les recensements de la population effectués dans la commune depuis 1793. Pour les communes de moins de 10 000 habitants, une enquête de recensement portant sur toute la population est réalisée tous les cinq ans, les populations de référence des années intermédiaires étant quant à elles estimées par interpolation ou extrapolation. Pour la commune, le premier recensement exhaustif entrant dans le cadre du nouveau dispositif a été réalisé en 2008.

En 2022, la commune comptait 46 habitants, en évolution de +21,05 % par rapport à 2016 (Pyrénées-Orientales : +3,92 %, France hors Mayotte : +2,11 %).
| 1793 | 1800 | 1806 | 1821 | 1831 | 1836 | 1841 | 1846 | 1851 |
| ---- | ---- | ---- | ---- | ---- | ---- | ---- | ---- | ---- |
| 114  | 128  | 134  | 135  | 127  | 137  | 134  | 139  | 137  |

| 1856 | 1861 | 1866 | 1872 | 1876 | 1881 | 1886 | 1891 | 1896 |
| ---- | ---- | ---- | ---- | ---- | ---- | ---- | ---- | ---- |
| 126  | 113  | 119  | 119  | 118  | 125  | 124  | 124  | 125  |

| 1901 | 1906 | 1911 | 1921 | 1926 | 1931 | 1936 | 1946 | 1954 |
| ---- | ---- | ---- | ---- | ---- | ---- | ---- | ---- | ---- |
| 106  | 92   | 100  | 103  | 99   | 101  | 100  | 84   | 97   |

| 1962 | 1968 | 1975 | 1982 | 1990 | 1999 | 2006 | 2008 | 2013 |
| ---- | ---- | ---- | ---- | ---- | ---- | ---- | ---- | ---- |
| 68   | 61   | 41   | 50   | 34   | 39   | 40   | 40   | 39   |

| 2018 | 2022 | - | - | - | - | - | - | - |
| ---- | ---- | - | - | - | - | - | - | - |
| 41   | 46   | - | - | - | - | - | - | - |

| selon la population municipale des années : | 1968 | 1975 | 1982 | 1990 | 1999 | 2006 | 2009 | 2013 |
| Rang de la commune dans le département      | 206  | 185  | 195  | 211  | 199  | 214  | 214  | 217  |
| Nombre de communes du département           | 232  | 217  | 220  | 225  | 226  | 226  | 226  | 226  |

### Enseignement
Il n'y a pas d'école à Fosse.

### Manifestations culturelles et festivités
- Fête patronale : 20 janvier[44] ;
- Fête communale : 17 novembre[44].

## Économie

### Emploi
|                | 2008   | 2013   | 2018   |
| -------------- | ------ | ------ | ------ |
| Commune        | 18,5 % | 12 %   | 18,5 % |
| Département    | 10,3 % | 12,9 % | 13,3 % |
| France entière | 8,3 %  | 10 %   | 10 %   |

En 2018, la population âgée de 15 à 64 ans s'élève à 27 personnes, parmi lesquelles on compte 66,7 % d'actifs (48,1 % ayant un emploi et 18,5 % de chômeurs) et 33,3 % d'inactifs,. Depuis 2008, le taux de chômage communal (au sens du recensement) des 15-64 ans est supérieur à celui de la France et du département.
La commune est hors attraction des villes,. Elle compte 6 emplois en 2018, contre 7 en 2013 et 10 en 2008. Le nombre d'actifs ayant un emploi résidant dans la commune est de 13, soit un indicateur de concentration d'emploi de 46,2 % et un taux d'activité parmi les 15 ans ou plus de 46,2 %.
Sur ces 13 actifs de 15 ans ou plus ayant un emploi, 6 travaillent dans la commune, soit 46 % des habitants. Pour se rendre au travail, 84,6 % des habitants utilisent un véhicule personnel ou de fonction à quatre roues et 15,4 % n'ont pas besoin de transport (travail au domicile).

### Activités hors agriculture
6 établissements sont implantés  à Fosse au 31 décembre 2019.
Le secteur des activités spécialisées, scientifiques et techniques et des activités de services administratifs et de soutien est prépondérant sur la commune puisqu'il représente 33,3 % du nombre total d'établissements de la commune (2 sur les 6 entreprises implantées  à Fosse), contre 13 % au niveau départemental.

### Agriculture
|               | 1988 | 2000 | 2010 | 2020 |
| ------------- | ---- | ---- | ---- | ---- |
| Exploitations | 11   | 4    | 3    | 1    |
| SAU (ha)      | 155  | 38   | 29   | 200  |

La commune est dans les Fenouillèdes », une petite région agricole occupant le nord-ouest  du département des Pyrénées-Orientales. En 2020, l'orientation technico-économique de l'agriculture  sur la commune est l'élevage de bovins, pour la viande. Une seule  exploitation agricole ayant son siège dans la commune est recensée lors du recensement agricole de 2020 (onze en 1988). La superficie agricole utilisée est de 200 ha,,.

## Culture locale et patrimoine

### Monuments et lieux touristiques
- Église Sainte-Asiscle et Sainte-Victoire : de tradition romane, elle contient des statues de sainte Victoire, sainte Asiscle et saint Sébastien, ainsi qu'une Vierge, toutes du XVIIIe siècle[44].

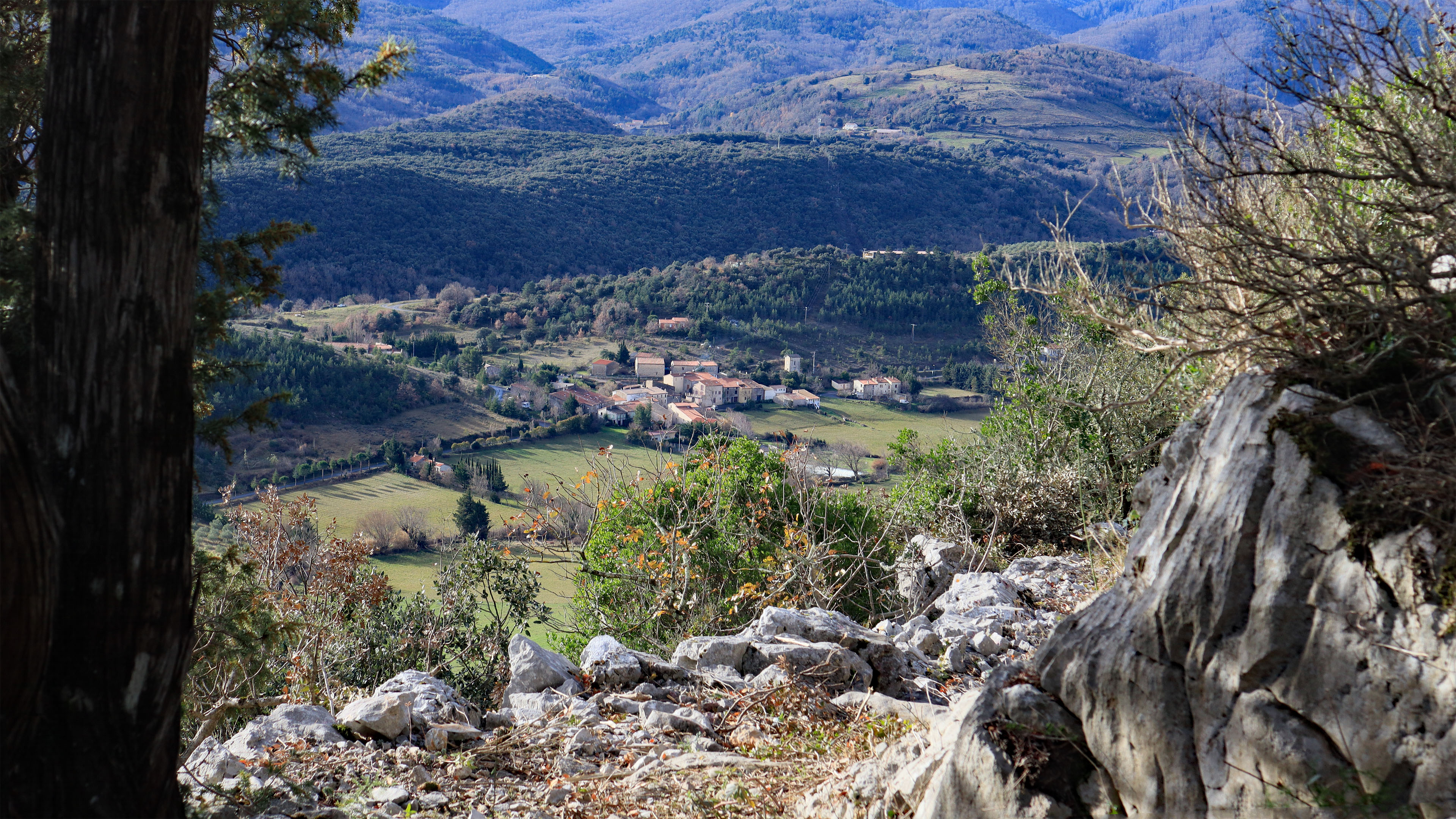
Les Cabanes vu depuis le sentier de Ventefarine
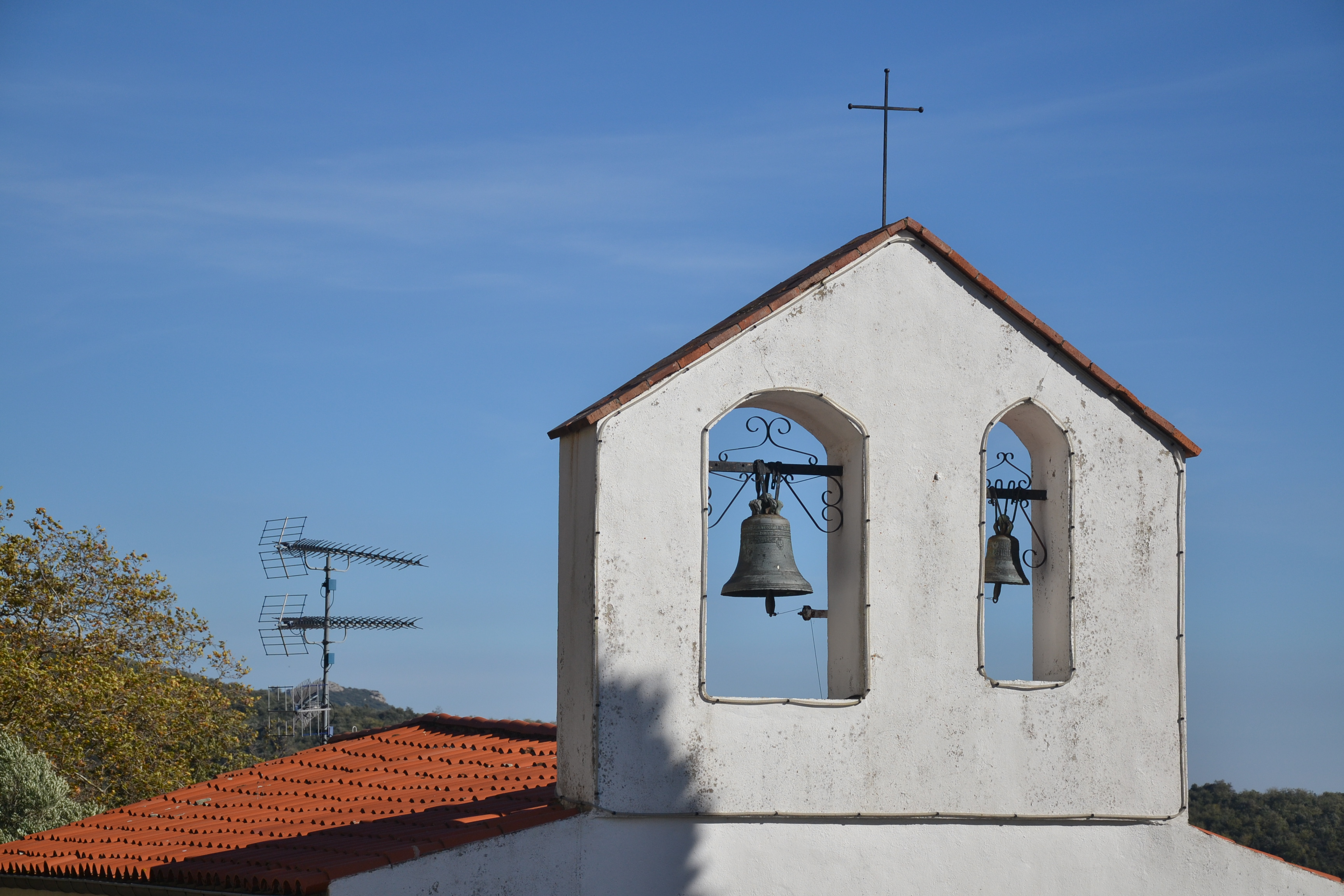
Clocher de l'église

### Héraldique
| Blason de Fosse | Blason  | D'or à un pal flamboyant de gueules.             |
| Blason de Fosse | Détails | Le statut officiel du blason reste à déterminer. |